# Lijst van voetbalinterlands Guinee - Soedan
Deze lijst van voetbalinterlands is een overzicht van alle officiële voetbalwedstrijden tussen de nationale teams van Guinee en Soedan. De Afrikaanse landen hebben tot op heden vier keer tegen elkaar gespeeld. De eerste ontmoeting, een vriendschappelijke wedstrijd, werd gespeeld in Estepona (Spanje) op 11 januari 2008. Het laatste duel, een kwalificatiewedstrijd voor het Wereldkampioenschap voetbal 2022, vond plaats op 9 oktober 2021 in Agadir (Marokko).

## Wedstrijden
| № | Plaats     | Datum           | Competitie                           | Wedstrijd       | Uitslag |
| - | ---------- | --------------- | ------------------------------------ | --------------- | ------- |
| 1 | Estepona   | 11 januari 2008 | Vriendschappelijk                    | Guinee − Soedan | 6 − 0   |
| 2 | Casablanca | 14 januari 2018 | African Championship of Nations 2018 | Guinee − Soedan | 1 − 2   |
| 3 | Marrakesh  | 6 oktober 2021  | WK 2022 kwalificatie                 | Soedan − Guinee | 1 − 1   |
| 4 | Agadir     | 9 oktober 2021  | WK 2022 kwalificatie                 | Guinee − Soedan | 2 − 2   |

## Samenvatting
| Competitie                      | Totaal gespeeld | Winst Guinee | Gelijk | Winst Soedan | Doelsaldo Guinee – Soedan |
| ------------------------------- | --------------- | ------------ | ------ | ------------ | ------------------------- |
| WK-kwalificatie                 | 2               | 0            | 2      | 0            | 3 − 3                     |
| African Championship of Nations | 1               | 0            | 0      | 1            | 1 − 2                     |
| Vriendschappelijk               | 1               | 1            | 0      | 0            | 6 − 0                     |
| Totaal                          | 4               | 1            | 2      | 1            | 10 − 5                    |

## Details

### Eerste ontmoeting
| Vriendschappelijk (Estepona, Spanje, 11 januari 2008):                                                                                         |       |        |
| Guinee | 6 – 0 | Soedan |
| Souleymane Youla ??' Ismael Bangoura ??' Souleymane Youla ??' Souleymane Youla ??' Souleymane Youla ??' Victor Correa ??' Souleymane Youla ??' | goals |        |

FGF · A-internationals · Guinees vrouwenelftal
1960-1969 ·
1970-1979 ·
1980-1989 ·
1990-1999 ·
2000-2009 ·
2010-2019 ·
2020-2029
AC 1970 ·
AC 1974 ·
AC 1976 ·
AC 1980 ·
AC 1994 ·
AC 1998 ·
AC 2004 ·
AC 2006 ·
AC 2008 ·
AC 2012
1962 ·
1963 ·
1964 ·
1965 ·
1966 ·
1967 ·
1968 ·
1969 ·
1970 ·
1971 ·
1972 ·
1973 ·
1974 ·
1975 ·
1976 ·
1977 ·
1978 ·
1979 ·
1980 ·
1981 ·
1982 ·
1983 ·
1984 ·
1985 ·
1986 ·
1987 ·
1988 ·
1989 ·
1990 ·
1991 ·
1992 ·
1993 ·
1994 ·
1995 ·
1996 ·
1997 ·
1998 ·
1999 ·
2000 ·
2001 ·
2002 ·
2003 ·
2004 ·
2005 ·
2006 ·
2007 ·
2008 ·
2009 ·
2010 ·
2011 ·
2012 ·
2013 ·
2014 ·
2015 ·
2016 ·
2017 ·
2018 ·
2019 ·
2020 ·
2021 ·
2022 ·
2023 ·
2024
Algerije ·
Angola ·
Benin ·
Bermuda ·
Botswana ·
Brazilië ·
Burkina Faso ·
Burundi ·
Cambodja ·
Centraal-Afrikaanse Republiek ·
Chili ·
China ·
Comoren ·
Congo-Brazzaville ·
Congo-Kinshasa ·
DDR ·
Egypte ·
Equatoriaal-Guinea ·
Ethiopië ·
Gabon ·
Gambia ·
Ghana ·
Guinee-Bissau ·
Indonesië ·
Irak ·
Iran ·
Ivoorkust ·
Kaapverdië ·
Kameroen ·
Kenia ·
Kosovo ·
Lesotho ·
Liberia ·
Libië ·
Madagaskar ·
Malawi ·
Mali ·
Marokko ·
Mauritanië ·
Mauritius ·
Mozambique ·
Namibië ·
Niger ·
Nigeria ·
Noord-Korea ·
Oeganda ·
Rwanda ·
Senegal ·
Sierra Leone ·
Soedan ·
Somalië ·
Swaziland ·
Tanzania ·
Togo ·
Tsjaad ·
Tunesië ·
Turkije ·
Vanuatu ·
Venezuela ·
Vietnam ·
Zaïre ·
Zambia ·
Zimbabwe ·
Zuid-Afrika ·
Zuid-Jemen
SFA ·
Bondscoaches ·
Topscorers ·
Soedanees vrouwenelftal
1956 · 
1957 · 
1958 · 
1959 · 
1960 · 
1961 · 
1962 · 
1963 · 
1964 · 
1965 · 
1966 · 
1967 · 
1968 · 
1969 · 
1970 · 
1971 · 
1972 · 
1973 · 
1974 · 
1975 · 
1976 · 
1977 · 
1978 · 
1979 · 
1980 · 
1981 · 
1982 · 
1983 · 
1984 · 
1985 · 
1986 · 
1987 · 
1988 · 
1989 · 
1990 · 
1991 · 
1992 · 
1993 · 
1994 · 
1995 · 
1996 · 
1997 · 
1998 · 
1999 · 
2000 · 
2001 · 
2002 · 
2003 · 
2004 · 
2005 · 
2006 · 
2007 · 
2008 · 
2009 · 
2010 · 
2011 · 
2012 · 
2013 · 
2014 ·
2015 ·
2016 ·
2017 ·
2018 ·
2019 ·
2020 ·
2021
Algerije ·
Angola ·
Bahrein ·
Bangladesh ·
Benin ·
Burkina Faso ·
Burundi ·
Centraal-Afrikaanse Republiek ·
China ·
Congo-Brazzaville ·
Congo-Kinshasa ·
Djibouti ·
Egypte ·
Equatoriaal-Guinea ·
Eritrea ·
Ethiopië ·
Gabon ·
Ghana ·
Guinee ·
Guinee-Bissau ·
Irak ·
Ivoorkust ·
Jemen ·
Jordanië ·
Kameroen ·
Kenia ·
Koeweit ·
Lesotho ·
Libanon ·
Liberia ·
Libië ·
Madagaskar ·
Malawi ·
Mali ·
Marokko ·
Mauritanië ·
Mauritius ·
Mozambique ·
Nieuw-Zeeland ·
Niger ·
Nigeria ·
Oeganda ·
Oman ·
Palestina ·
Qatar ·
Rwanda ·
Saoedi-Arabië ·
Sao Tomé en Principe ·
Senegal ·
Seychellen ·
Sierra Leone ·
Somalië ·
Sri Lanka ·
Swaziland ·
Syrië ·
Tanzania ·
Togo ·
Tsjaad ·
Tunesië ·
Verenigde Arabische Emiraten ·
Zambia ·
Zimbabwe ·
Zuid-Afrika ·
Zuid-Korea ·
Zuid-Soedan